# Варатчая Вонгтінчай
Варатчая Вонгтінчай (нар. 7 вересня 1989) — колишня таїландська тенісистка.
Найвищу одиночну позицію світового рейтингу — 200 місце досягла 20 липня 2015, парну — 77 місце — 12 вересня 2016 року.
Здобула 4 одиночні та 2 парні титули.
Найвищим досягненням на турнірах Великого шолома було 2 коло в парному розряді.
Завершила кар'єру 2019 року.

## Фінали турнірів WTA

### Парний розряд: 2 (2 перемоги)
| Легенда                 |
| ----------------------- |
| Великий шлем tournament |
| Premier M & Premier 5   |
| Premier                 |
| International (2–0)     |

| Фінали за покриттям |
| ------------------- |
| Тверде (1–0)        |
| Ґрунт (1–0)         |
| Трава (0–0)         |
| Килим (0–0)         |

| Результат | W–L | Дата | Турнір                  | Рівень        | Покриття | Партнерка    | Суперниці                         | Рахунок          |
| --------- | --- | ---- | ----------------------- | ------------- | -------- | ------------ | --------------------------------- | ---------------- |
| Перемога  | 1–0 | 2016 | BMW Malaysian Open      | International | Тверде   | Ян Чжаосюань | Лян Чень Ван Яфань                | 4–6, 6–4, [10–7] |
| Перемога  | 2–0 | 2016 | Bucharest Open, Румунія | International | Ґрунт    | Джессіка Мор | Александра Каданцу Катажина Пітер | 6–3, 7–6(5)      |

## Фінали турнірів WTA 125

### Парний розряд: 1 (фіналістка)
| Результат | W–L | Дата     | Турнір                      | Покриття | Партнерка    | Суперниці          | Рахунок  |
| --------- | --- | -------- | --------------------------- | -------- | ------------ | ------------------ | -------- |
| Поразка   | 0–1 | Лис 2015 | Hua Hin Challenger, Таїланд | Тверде   | Ян Чжаосюань | Лян Чень Ван Яфань | 3–6, 4–6 |

## Фінали ITF

### Одиночний розряд: 7 (4–3)
| Легенда          |
| ---------------- |
| турніри $100,000 |
| турніри $75,000  |
| турніри $50,000  |
| турніри $25,000  |
| турніри $10,000  |

| Фінали за покриттям |
| ------------------- |
| Тверде (4–2)        |
| Ґрунт (0–1)         |
| Трава (0–0)         |
| Килим (0–0)         |

| Результат | Ранг | Дата           | Турнір                    | Покриття | Суперниця        | Рахунок             |
| --------- | ---- | -------------- | ------------------------- | -------- | ---------------- | ------------------- |
| Поразка   | 1.   | 27 червня 2009 | ITF Бангкок, Таїланд      | Тверде   | Ай Ямамото       | 1–6, 1–6            |
| Поразка   | 2.   | 9 серпня 2009  | ITF Соло, Індонезія       | Тверде   | Лавінія Тананта  | 1–6, 6–1, 3–6       |
| Поразка   | 3.   | 18 лютого 2011 | ITF Аурангабад, Індія     | Ґрунт    | Влада Єкшибарова | 1–6, 4–6            |
| Перемога  | 1.   | 25 лютого 2011 | ITF Мумбаї, Індія         | Тверде   | Влада Єкшибарова | 2–6, 6–4, 6–1       |
| Перемога  | 2.   | 19 червня 2011 | ITF Балікпапан, Індонезія | Тверде   | Ван Цян          | 7–5, 6–3            |
| Перемога  | 3.   | 25 червня 2011 | ITF Паттая, Таїланд       | Тверде   | Anna Tyulpa      | 6–4, 6–1            |
| Перемога  | 4.   | 11 січня 2013  | Blossom Cup, КНР          | Тверде   | Надія Кіченок    | 6–2, 6–7(5), 7–6(5) |

### Парний розряд: 61 (31–30)
| Легенда             |
| ------------------- |
| турніри $100,000    |
| $75/турніри $80,000 |
| $50/турніри $60,000 |
| турніри $25,000     |
| турніри $10,000     |

| Фінали за покриттям |
| ------------------- |
| Тверде (27–18)      |
| Ґрунт (2–7)         |
| Трава (0–0)         |
| Килим (2–5)         |

| Результат | Ранг | Дата              | Турнір                           | Покриття   | Партнерка              | Суперниці                              | Рахунок                |
| --------- | ---- | ----------------- | -------------------------------- | ---------- | ---------------------- | -------------------------------------- | ---------------------- |
| Перемога  | 1.   | 23 липня 2006     | ITF Бангкок, Таїланд             | Тверде     | Нунгнадда Ваннасук     | Чжан Кайчжень Nguyen Thuy Dung         | 6–4, 6–4               |
| Перемога  | 2.   | 26 вересня 2006   | ITF Джакарта, Індонезія          | Тверде     | Ноппаван Летчівакарн   | Лавінія Тананта Аю Фані Дамаянті       | 6–2, 6–4               |
| Перемога  | 3.   | 19 листопада 2006 | ITF Маніла, Філіппіни            | Тверде     | Ноппаван Летчівакарн   | Као Шао-юань Тасша Вітаявірой          | 3–6, 6–3, 7–6((2))     |
| Перемога  | 4.   | 13 липня 2007     | ITF Khon Kaen, Таїланд           | Тверде     | Софія Мулсап           | Деніс Дай Нунгнадда Ваннасук           | 6–4, 6–2               |
| Перемога  | 5.   | 27 липня 2007     | ITF Бангкок, Таїланд             | Тверде     | Софія Мулсап           | Ноппаван Летчівакарн Напапорн Тонгсалі | 4–6, 6–4, 6–1          |
| Поразка   | 1.   | 25 серпня 2007    | ITF Нойда, Індія                 | Килим      | Софія Мулсап           | Анкіта Бгамбрі Санаа Бгамбрі           | 1–6, 4–6               |
| Поразка   | 2.   | 31 серпня 2007    | ITF Нью-Делі, Індія              | Тверде     | Софія Мулсап           | Тара Ієр Нунгнадда Ваннасук            | 4–6, 3–6               |
| Поразка   | 3.   | 4 листопада 2007  | ITF Кофу, Японія                 | Тверде     | Маекава Аяка           | Макі Арай Чан Кйон Мі                  | 7–5, 2–6, [7–10]       |
| Перемога  | 6.   | 12 листопада 2007 | ITF Пуне, Індія                  | Тверде     | Чжан Лін               | Вінне Пракуся Анжелік Віджайя          | 1–6, 7–5, [10–5]       |
| Перемога  | 7.   | 19 листопада 2007 | ITF Аурангабад, Індія            | Ґрунт      | Сандія Нагарадж        | Анкіта Бгамбрі Санаа Бгамбрі           | 7–6((4)), 7–5          |
| Перемога  | 8.   | 28 березня 2008   | ITF Веллінгтон, Нова Зеландія    | Тверде     | Маекава Аяка           | Томоко Докей Ецуко Кітадзакі           | 6–1, 6–3               |
| Поразка   | 4.   | 13 липня 2008     | ITF Токіо, Японія                | Килим      | Ока Аюмі               | Chang Kyung-mi Чхе Кйон І              | 6–3, 2–6, [7–10]       |
| Поразка   | 5.   | 16 серпня 2008    | ITF Chiang Mai, Таїланд          | Тверде     | Софія Мулсап           | Чень Яньчон Чень Ї                     | 5–7, 3–6               |
| Перемога  | 9.   | 20 вересня 2008   | ITF Кіото, Японія                | Килим (i)  | Аюмі Ока               | Арай Макі Косіро Юріна                 | 5–7, 6–2, [10–2]       |
| Поразка   | 6.   | 21 березня 2009   | ITF Гамільтон, Нова Зеландія     | Тверде     | Джессі Ромп'єс         | Kim So-jung Маекава Аяка               | 5–7, 3–6               |
| Поразка   | 7.   | 24 травня 2009    | ITF Наґано, Японія               | Килим      | Такаґісі Томойо        | Намігата Дзюнрі Акіко Йонемура         | 1–6, 4–6               |
| Поразка   | 8.   | 7 червня 2009     | ITF Коморо, Японія               | Ґрунт      | Аюмі Ока               | Чжан Шуай Сюй Їфань                    | 2–6, 1–6               |
| Перемога  | 10.  | 13 червня 2009    | ITF Бангкок, Таїланд             | Тверде     | Сучанун Віратпрасерт   | Томоко Докей Ю Мі                      | 6–3, 6–1               |
| Перемога  | 11.  | 26 червня 2009    | ITF Бангкок, Таїланд             | Тверде     | Сучанун Віратпрасерт   | Томоко Докей Yoo Mi                    | w/o                    |
| Перемога  | 12.  | 2 серпня 2009     | ITF Джакарта, Індонезія          | Тверде     | Нунгнадда Ваннасук     | Беатріс Гумуля Джессі Ромп'єс          | 6–2, 6–7(5), [10–7]    |
| Поразка   | 9.   | 5 вересня 2009    | ITF Нонтхабурі, Таїланд          | Тверде     | Лавінія Тананта        | Альбіна Хабібуліна Каньяпат Нараттана  | 7–5, 4–6, [8–10]       |
| Перемога  | 13.  | 3 липня 2010      | ITF Нонтхабурі, Таїланд          | Тверде     | Чень Ї                 | Kim Kun-hee Ю Мін Хва                  | 6–2, 6–2               |
| Поразка   | 10.  | 10 липня 2010     | ITF Паттая, Таїланд              | Тверде     | Джессі Ромп'єс         | Чень Ї Сакіко Сімідзу                  | 3–6, 6–7((2))          |
| Поразка   | 11.  | 9 жовтня 2010     | ITF Нонтхабурі, Таїланд          | Тверде     | Чень Ї                 | Пеангтарн Пліпич Нунгнадда Ваннасук    | 5–7, 7–6(4), [9–11]    |
| Перемога  | 14.  | 11 жовтня 2010    | ITF Паттая, Таїланд              | Тверде     | Чень Ї                 | Жуань Дінфей Чжу Лінь                  | 7–5, 6–2               |
| Перемога  | 15.  | 24 жовтня 2010    | ITF Khon Kaen, Таїланд           | Тверде     | Луксіка Кумхум         | Huỳnh Phương Đài Trang Като Мая        | 6–4, 7–5               |
| Перемога  | 16.  | 18 лютого 2011    | ITF Аурангабад, Індія            | Тверде     | Варуня Вонгтінчай      | Ніколе Клеріко Марія Мазіні            | 4–6, 6–2, [10–6]       |
| Поразка   | 12.  | 21 лютого 2011    | ITF Мумбаї, Індія                | Тверде     | Хан Сон Хі             | Хісамі Канае Лі Тін                    | 1–6, 5–7               |
| Поразка   | 13.  | 11 квітня 2011    | ITF Інчхон, Південна Корея       | Тверде     | Као Шао-юань           | Хан Сон Хі Hong Hyun-hui               | 3–6, 6–7((3))          |
| Перемога  | 17.  | 28 травня 2011    | ITF Бангкок, Таїланд             | Тверде     | Лі Тін                 | Аю-Фані Дамаянті Лавінія Тананта       | 6–1, 6–4               |
| Перемога  | 18.  | 3 червня 2011     | ITF Бангкок, Таїланд             | Тверде     | Лі Тін                 | Аю-Фані Дамаянті Лавінія Тананта       | 5–7, 7–6(5), [10–5]    |
| Перемога  | 19.  | 19 червня 2011    | ITF Балікпапан, Індонезія        | Тверде     | Хісамі Канае           | Сема Юріка Нацумі Хамамура             | 6–3, 6–2               |
| Поразка   | 14.  | 4 липня 2011      | ITF Паттая, Таїланд              | Тверде     | Косіро Юріна           | Лян Чень Чжао Їцзін                    | 1–6, 4–6               |
| Перемога  | 20.  | 11 вересня 2011   | ITF Nato, Японія                 | Килим      | Хісамі Канае           | Аюмі Ока Хамамура Нацумі               | 1–6, 7–6(4), [14–12]   |
| Поразка   | 15.  | 28 жовтня 2011    | ITF Хаманако, Японія             | Килим      | Huỳnh Phương Đài Trang | Хамамура Нацумі Аюмі Ока               | 3–6, 3–6               |
| Поразка   | 16.  | 23 грудня 2011    | ITF Пуне, Індія                  | Тверде     | Варуня Вонгтінчай      | Лу Цзяцзін Лу Цзясян                   | 1–6, 3–6               |
| Перемога  | 21.  | 22 липня 2012     | ITF Астана, Казахстан            | Тверде     | Луксіка Кумхум         | Вероніка Капшай Катерина Яшина         | 6–2, 6–4               |
| Перемога  | 22.  | 2 вересня 2012    | ITF Цукуба, Японія               | Тверде     | Луксіка Кумхум         | Косіро Юріна Танака Марі               | 6–2, 6–2               |
| Поразка   | 17.  | 19 листопада 2012 | ITF Toyota, Японія               | Килим (i)  | Мікі Міямура           | Ешлі Барті Кейсі Деллаква              | 1–6, 2–6               |
| Перемога  | 23.  | 18 березня 2013   | ITF Іпсвіч, Австралія            | Тверде     | Ноппаван Летчівакарн   | Вікторія Раїчіч Сторм Сендерз          | 4–6, 6–1, [10–8]       |
| Поразка   | 18.  | 25 березня 2013   | ITF Бандаберг, Австралія         | Ґрунт      | Міямура Мікі           | Чан Су Джон Lee So-ra                  | 6–7(4), 6–4, [8–10]    |
| Перемога  | 24.  | 22 квітня 2013    | ITF Веньшань, КНР                | Тверде     | Міямура Мікі           | Фудзівара Ріка Намігата Дзюнрі         | 7–5, 6–3               |
| Перемога  | 25.  | 10 лютого 2014    | ITF Нонтхабурі, Таїланд          | Тверде     | Чжан Лін               | Тянь Жань Тан Хаочень                  | 2–6, 6–2, [12–10]      |
| Поразка   | 19.  | 28 квітня 2014    | Anning Open, КНР                 | Ґрунт      | Чжан Лін               | Чжан Кайлінь Хань Сіньюнь              | 4–6, 2–6               |
| Поразка   | 20.  | 26 травня 2014    | ITF Балікпапан, Індонезія        | Тверде     | Варуня Вонгтінчай      | Одзекі Мітіка Пеангтарн Пліпич         | 3–6, 6–4, [7–10]       |
| Перемога  | 26.  | 2 червня 2014     | ITF Таракан, Індонезія           | Тверде (i) | Варуня Вонгтінчай      | Беатріс Гумуля Джессі Ромп'єс          | 5–7, 6–4, [11–9]       |
| Перемога  | 27.  | 7 липня 2014      | ITF Бангкок, Таїланд             | Тверде     | Варуня Вонгтінчай      | Луксіка Кумхум Тамарін Танасугарн      | 6–3, 4–6, [10–8]       |
| Перемога  | 28.  | 13 жовтня 2014    | ITF Бангкок, Таїланд             | Тверде     | Варуня Вонгтінчай      | Мартіна Борецька Леслі Керкгове        | 6–2, 5–7, [10–7]       |
| Перемога  | 29.  | 1 листопада 2014  | ITF Маргарет-Рівер, Австралія    | Тверде     | Міябі Іноуе            | Каролін Даніелс Лаура Шедер            | 4–6, 6–4, [10–3]       |
| Поразка   | 21.  | 14 листопада 2014 | Bendigo International, Австралія | Тверде     | Варуня Вонгтінчай      | Джессіка Мор Еббі Маєрз                | 6–3, 1–6, [6–10]       |
| Поразка   | 22.  | 10 січня 2015     | ITF Гонконг                      | Тверде     | Варуня Вонгтінчай      | Хань Сіюнь Сюй Цзеюй                   | 6–3, 4–6, [8–10]       |
| Перемога  | 30.  | 27 лютого 2015    | ITF Аурангабад, Індія            | Ґрунт      | Лі Ясюань              | Сюй Цзінвень Лі Бейцзі                 | 6–1, 7–6(4)            |
| Поразка   | 23.  | 20 вересня 2015   | ITF Реддінг, США                 | Тверде     | Мішель Саммонс         | Ешлі Вейнголд Кейтлін Горіскі          | 2–6, 5–7               |
| Поразка   | 24.  | 24 жовтня 2015    | ITF Брисбен, Австралія           | Тверде     | Ноппаван Летчівакарн   | Лорен Ембрі Ейжа Мугаммад              | 2–6, 6–4, [9–11]       |
| Поразка   | 25.  | 20 березня 2016   | ITF Канберра, Австралія          | Ґрунт      | Хісамі Канае           | Ешлі Барті Аріна Родіонова             | 4–6, 2–6               |
| Перемога  | 31.  | 24 квітня 2016    | ITF Наньнін, КНР                 | Тверде     | Лю Чан                 | Ксенія Ликіна Емілі Веблі-Сміт         | 6–1, 6–4               |
| Поразка   | 26.  | 2 травня 2016     | Anning Open, КНР                 | Ґрунт      | Ян Чжаосюань           | Ван Яфань Чжан Кайлінь                 | 7–6(3), 6–7(2), [1–10] |
| Поразка   | 27.  | 4 лютого 2017     | Burnie International, Австралія  | Тверде     | Елісон Бай             | Ріко Саваянагі Барбора Штефкова        | 6–7(6), 6–4, [7–10]    |
| Поразка   | 28.  | 25 березня 2017   | ITF Морнінґтон, Австралія        | Ґрунт      | Джессіка Мур           | Прісцілла Хон Фанні Штоллар            | 1–6, 5–7               |
| Поразка   | 29.  | 31 березня 2017   | ITF Морнінґтон, Австралія        | Ґрунт      | Джессіка Мур           | Юлія Глушко Барбора Крейчикова         | 4–6, 6–2, [9–11]       |
| Поразка   | 30.  | 18 серпня 2017    | ITF Нонтхабурі, Індія            | Тверде     | Варуня Вонгтінчай      | Чжань Цзіньвей Чхой Чі Хі              | 6–2, 1–6, [11–13]      |